# Cajetan von Tautphoeus
Cajetan (Kajetan) Freiherr von Tautphoeus (* 3. September 1805 in Kempten (Allgäu); † 14. November 1885 in München) war ein deutscher Jurist und Ministerialbeamter.

## Leben
Die katholische Familie Tautphoeus stammt aus Hessen, aus der Ortschaft Dautphe und hieß vormals Jacobi, kam Ende des 17. Jahrhunderts in kurmainzische Dienste. Im Dezember 1714 erhielt ein Zweig die Reichs- und Wappenbestätigung mit Edle von.
Cajetan, auch Kajetan, von Tautphoeus wurde als Sohn des kgl.-bayerischen Regierungsdirektors Joseph Freiherr von Tautphoeus und der Josepha Edlen von Pettenkofen geboren. Zur Schule ging er in Kempten, in der Lateinischen Vorbereitungsschule. Er studierte in den Jahren 1823 bis 1827 Recht an den Universitäten Würzburg, Landshut und München. In München wurde er 1827 Mitglied des Corps Bavaria München. 1828 bestand er den juristischen Staatskonkurs und war im Anschluss als Akzessist bei der Regierung von Schwaben, später bei der Regierung von Oberbayern tätig.
1833 kam er als Assessor an das Landgericht Traunstein und wechselte 1834 an das Landgericht Straubing. Ab 1836 war er als Polizeikommissär in München tätig. Ein Jahr später, hier schon Kammerjunker, war er bereits im Kunst-Verein München ehrenamtlich aktiv. Am 23. März 1840 trat er die Stelle des kgl.-bayerischen Landrichters in Reichenhall an. Zum 1. Januar 1848 wurde er als Legationsrat in das Staatsministeriums des Kgl. Hauses und des Äußern berufen und dort am 1. November 1858 zum Ministerialrat II. Klasse befördert. Am 1. Juli 1867 trat er in den Ruhestand. Die Gewährungs des Hofzutritts wurde ihm und seiner Frau, als Kammerherren-Frau, 1863 und 1867 erneut bestätigt.
In Reichenhall erwarb sich Tautphoeus Verdienste um die Ordnung des Gemeindeetats und um die Verschönerung der nach dem Stadtbrand von 1834 aufblühenden Stadt und wurde dafür am 11. März 1848 zum Ehrenbürger der Stadt ernannt.
Tautphoeus war ab 1838 mit der irischen Schriftstellerin Jemima Montgomery, Nichte des Baronets Sir Henry Montgomery, verheiratet. Ihr einziger Sohn, der Gutsbesitzer von Burg Marquartstein, Rudolf von Tautphoeus (1838–1885) wurde Diplomat, war Leg.-Rat sowie a. o. Ges. u. b. Minister, bayrischer Kammerherr und lebte mit seiner Frau Alice Baronin Isocco Sonnino auf Schloss Marquartstein, in Como und in Rom. Jemima und Cajetan von Tautphoeus hatten zwei Enkeltöchter, die beide hohe italienische Offiziere, einen Oberst und einen General, heirateten.
Den Urlaub verbrachte die Familie um 1860 in Marquartstein, damals Markwartstein, dort wurde die Ehefrau zu ihren Romanen inspiriert. In den 1880er Jahren lebte Cajetan in München. Dort war Baron Tautphoeus jahrzehntelang Mitglied der Gesellschaft Museum.